# Hawaii Superferry
Hawaii Superferry var ett färjerederi som körde en bilfärja mellan öarna i delstaten Hawaii, USA.
Färjeförbindelserna startade sommaren 2007, och det var den första normala passagerar- och bilfärjan på många år mellan öarna. Färjan är snabbgående och går i 35 knop vilket reducerade gångtiden till 3 timmar från Honolulu till de närmaste två huvudöarna Maui och Kauai. 
Det fanns problem med tillstånd att driva verksamheten. Rederiet hade fått preliminärt tillstånd men det drogs in senare. Färjelinjerna drogs in i mars 2009. Problemet gällde framför allt miljötillstånd, att få köra i höga hastigheter.
- Hemsida (engelska)